# Vegetationskomplex
Ein Vegetationskomplex (Sigmetum, Sigmagesellschaft) ist ein bestimmter Ausschnitt einer Landschaft, der durch eine spezifische, wiederkehrende und damit typische Kombination von Pflanzengesellschaften gekennzeichnet ist. Die wissenschaftliche Beschreibung der Vegetationsausstattung von Vegetationskomplexen wird von der Sigmasoziologie geleistet, einer Subdisziplin der Pflanzensoziologie.
Ähnlich wie eine Pflanzengesellschaft, die Standortsbedingungen an einer bestimmten Fläche anzeigt, spiegelt ein Vegetationskomplex die Kombination der ökologischen Bedingungen an einem mehr oder weniger großflächigen Standortmosaik wider. Bestimmende „Faktoren“ sind dabei Relief, Bodentypen oder Einflüsse des nutzenden Menschen wie Mahd oder (mit Hilfe von Tieren) Beweidung.

## Methode
Vielfach kann man in einer bestimmten Landschaft immer wieder dieselben Kombinationen verschiedener Pflanzengesellschaften finden, die als Vegetationskomplex beschrieben werden können. Diese Pflanzengesellschaften eines Gebietes können analog der pflanzensoziologischen Methode kartiert werden. Bei der Beschreibung von Vegetationskomplexen werden neben der „Vergesellschaftung von Pflanzengesellschaften“ vielfach auch Einzelelemente wie Steinriegel, Weidbäume, auch Hütten oder Nutzungstypen wie Rebanlagen mit Pfählen, einbezogen. Auf einer noch höheren Ebene können Vegetationskomplexe zu Geokomplexen (Geosigmeten) zusammengefasst werden. Eine Vergesellschaftung von Pflanzengesellschaften wird als Sigmetum bezeichnet.

## Frühere Ansätze
Bereits Robert Gradmann hat auf der Schwäbischen Alb solche regelmäßig wiederkehrenden Vegetationsmuster erkannt, die er als Steppenheide bezeichnete. Auch russische und skandinavische Vegetationskundler wie Tichon Alexandrowitsch Rabotnow, Aimo Kaarlo Cajander, Hugo Osvald oder Gustaf Einar Du Rietz haben darauf hingewiesen, dass sich Vegetationsstrukturen und -gesellschaften in höhere Einheiten zusammenfassen lassen.
Der Begründer der Sigmasoziologie, die eine systematische Bearbeitung von Vegetationskomplexen zum Ziel hatte, war Reinhold Tüxen der auch den Vorschlag formulierte, die Einheiten der Vegetationskomplexe (Sigmasyntaxa) ähnlich wie die Pflanzengesellschaften zu hierarchisieren.
Wesentliche praktische und theoretische Beiträge zur Erforschung von Vegetationskomplexen haben Angelika Schwabe-Kratochwil und Hartmut Dierschke geleistet.

## Beispiele
Vegetationskomplexe können z. B. eine Alm umfassen oder die Bergwälder einer Talflanke. Ein vielgenanntes Beispiel ist die typische Abfolge verschiedener Pflanzengesellschaften an einem Seeufer. Je nach Wassertiefe bzw. Feuchtegrad des Bodens bilden sich dort verschiedene pflanzensoziologisch definierte Gesellschaften aus, die miteinander als Komplex beschrieben werden können. Dabei weisen die jeweiligen trophischen Stillgewassertypen eigene definierte Vegetationskomplexe auf.
Weitere Beispiele sind Vegetationskomplexe, die durch die typische Kombination distinkter Pflanzengesellschaften von Mooren beschrieben werden können oder Fluss- und bachbegleitende Pflanzengesellschaften und deren Vegetationskomplexe in Mittelgebirgen.
Vegetationskomplexe können aber auch kleinräumiger erfasst werden z. B. an Wegen und im städtischen Kontext.

## Grundlegende Varianten
Es gibt nach Hartmut Dierschke zwei grundlegende Ansätze:
Systematisierender Ansatz In ökologisch homogenen Landschaftsteilen werden zunächst die vorhandenen Pflanzengesellschaften aufgenommen. Danach werden Ähnlichkeiten in der Kombination von Pflanzengesellschaften verglichen und, soweit diese gegeben sind, zusammenfassenden herausgearbeitet und induktiv ein System aufgebaut (=Sigma-Syntaxonomie). Grundeinheit: das Sigmetum (Sigma-Assoziation, z. B. Stellario-Alneto-Sigmetum). Die jeweils höheren Einheiten werden entsprechend dem Braun-Blanquet-System als Sigmion (Sigma-Verband), Sigmetalia (Sigma-Ordnung) und Sigmetea (Sigma-Klasse) bezeichnet.
Der systematisierende Ansatz ist nur für sogenannte seriale Vegetationskomplexe (mit homogener Aufnahmefläche) geeignet. Bei serialen Komplexen sind die Elemente den gleichen Boden- und Klimafaktoren unterworfen und sind Glieder derselben Sukzessionslinie, z. B. Wald, Waldmantel, Staudensaum und angrenzende Wiese.
Beim Naturräumlichen Ansatz werden die Vegetationskomplexe zunächst als Grundlage für eine naturräumliche Gliederung (Geo-Synsoziologie) erfasst und kartiert. Dabei geht die Aufnahme der Pflanzengesellschaften von bestimmten Raumeinheiten oder vorgegebenen Flächenrastern aus. Als Ergebnis werden auch hier zusammenfassende Komplex-Typen aufgenommen, die dann zu größeren Komplexen, den sogenannten Geosigmeten zusammengefasst werden.
Dieser Ansatz kann bei serialen und catenalen Vegetationskomplexen angewendet werden, wobei unter einer Catena ein Vegetationskomplex mit unterschiedlichem Vegetationspotential bezeichnet wird. Typisches Beispiel ist die Boden- und Vegetationszonierung um eine Insel in einem Fluss mit stark schwankendem Wasserspiegel und zusätzlich unterschiedlich starken Abflussmengen. Max Moor hat hierzu eine Kiesinsel in der Rhone im Kanton Wallis beschrieben, bei der sich unter verschiedene Standortsbedingungen mit den jeweils zugehörenden Pflanzengesellschaften ausbilden. Es sind dies:
- vegetationslose Kiesfläche in der häufig überfluteten unteren Böschung
- Schwemmboden-Weidenröschenflur auf Kies und Sand auf nächsthöherem Niveau
- Lavendelweiden-Gesellschaft auf Sand
- darüber der eher selten überfluteten Rücken mit Grauerlenwald auf Sand
- und zuletzt eine Weiden-Tamariskenflur auf Schluff.

## Anwendungsbeispiele
In der Praxis ist die Beschreibung von Landschaftsausschnitten mit Hilfe von Vegetationskomplexen in vielerlei Hinsicht hilfreich.
- Es können großräumige Gliederung von Wuchsklimaten oder von Kultur- und Naturlandschaften vorgenommen werden.
- Mit Hilfe von Vegetationskomplexen können Habitatmuster, die von bestimmten Tierarten (z. B. Vögeln) genutzt werden, ausgedrückt werden.
- Bei der Erfassung und dem Vergleich im Rahmen von Umweltverträglichkeitsprüfungen können Vegetationskomplexe hervorragende Dienste leisten
- Vegetationskomplexe eignen sich in manchen Fällen zur Ermittlung der Biodiversität in einem Landschaftsausschnitt.
- Die Intensität anthropogenen Einflusses in einer Landschaft kann mit Hilfe von Vegetationskomplexen erfasst und ermittelt werden.